# 베를린 월보

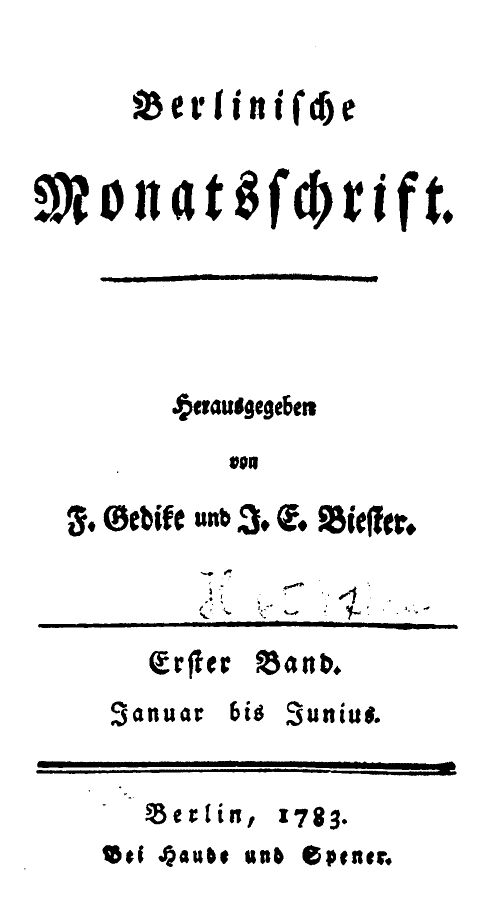
《베를린 월보》 창간호.

《베를린 월보》(독일어: Berlinische Monatsschrift)는 1783년부터 1796년까지 베를린에서 간행된 계몽잡지였다. 계몽주의자 요한 에리히 비스터(Johann Erich Biester)와 프리드리히 게디케(Friedrich Gedike; 1791년에 편집자 자리에서 내려옴)가 발간하였으며 프리드리히 대왕 시대 귀족-부르주아 계층의 계몽 개혁운동 모임이었던 베를린 수요회(Berliner Mittwochsgesellschaft)의 입장을 대변하는 역할을 주로 했다. 이마누엘 칸트가 자주 기고한 잡지였기에 중요한데, 특히 "계몽이란 무엇인가?"라는 질문을 둘러싼 논쟁 때문에 중요성이 크다.
이 잡지의 후신으로는 비스터가 단독 발간한 《베를린 잡지》(Berlinische Blätter, 1797~1798) 및 프리드리히 니콜라이(Friedrich Nicolai)가 판매한 《신 베를린 월보》(Neue Berlinische Monatsschrift, 1799~1811)가 있다.
《베를린 월보》 및 그 후계잡지는 총 58개호(도합 약 30,300면)로, 1998년 빌레펠트 대학교 도서관에 의해 디지털화되어 인터넷에 자유 공개되었다. 1999년에는 게오르크 올름스 출판사(Georg Olms Verlag, Hildesheim)에 의해 2개의 CD로 판매되기도 하였다.
1992년 4월부터 2001년 6~7월까지는 역사적 간행물 전통의 계승을 추구하고 베를린 역사의 면면을 알리는 걸 주 목적으로 하는 단체였던 루이젠슈타트 교육연맹(Luisenstädtischer Bildungsverein)에서 동명의 잡지를 발간하기도 하였다.

## 같이 보기
- 계몽이란 무엇인가에 대한 답변

## 참고 문헌
- Berlinische Monatsschrift. Hrsg. von Gedike und Biester (ab 1791 von Biester allein). Haude und Spener, Berlin 1.1783–28.1796.
  - Berlinische Monatsschrift (1783–1796), herausgegeben von Friedrich Gedike und Johann Erich Biester. Auswahl mit einer Studie von Peter Weber. Reclam, Leipzig 1986 (auszugsweise Reproduktion).
  - Norbert Hinske (Hrsg.): Was ist Aufklärung? Beiträge aus der Berlinischen Monatsschrift. Wissenschaftliche Buchgesellschaft, Darmstadt 1973, 4. Auflage 1990, ISBN 3-534-04564-5 (auszugsweise Reproduktion).
- Berlinische Blätter. Hrsg. v. Biester. Nicolai, Berlin 1797–1798.
- Neue Berlinische Monatsschrift. Hrsg. von Biester. Nicolai, Berlin/Stettin 1.1799–26.1811.
- Berlinische Monatsschrift (Luisenstadt). Hrsg. v. Vorstand des Luisenstädtischen Bildungsvereins e. V. Kultur- u. Verl.-Ges. d. Luisenstädt. Bildungsvereins, Berlin 1.1992–10.2001,7. ISSN 0944-5560